# Sputnikögonblick

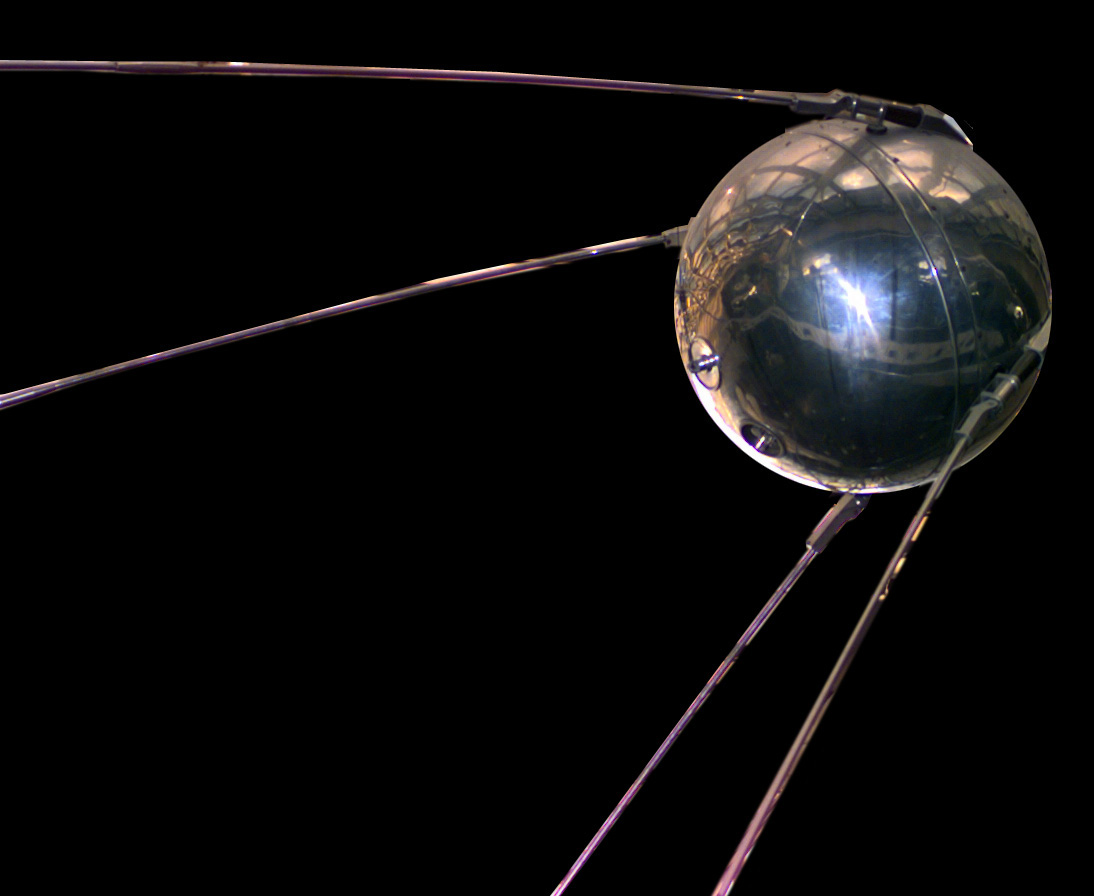
Modell av Sputnik 1

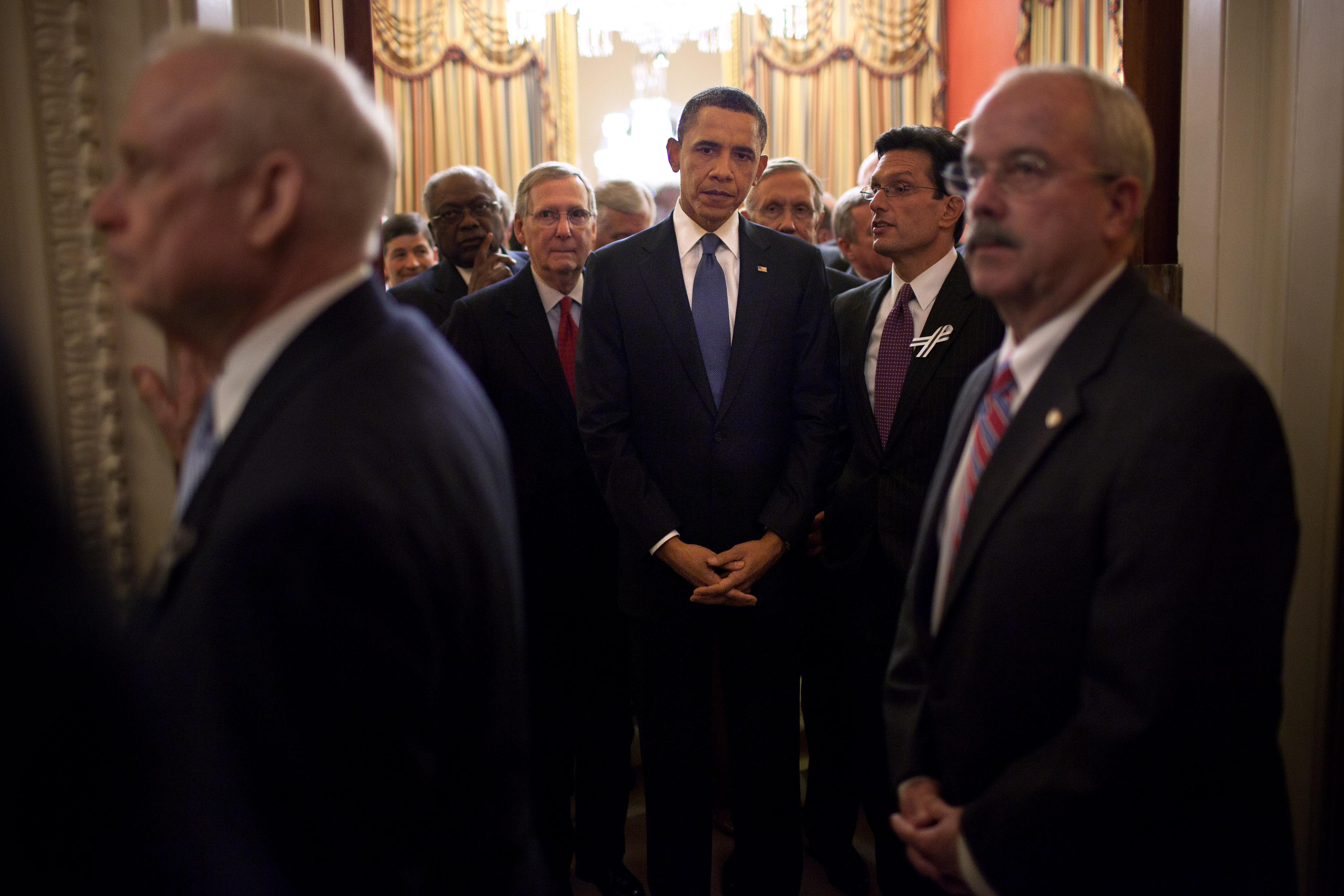
Barack Obama på väg in i kongressen 2011 för att hålla sitt tal om tillståndet i nationen

Sputnikögonblick (engelska: Sputnik Moment) är ett begrepp som alluderar på hur det amerikanska folket reagerade, när det överraskades av att Sovjetunionen i oktober 1957 hade skjutit upp den första satelliten Sputnik 1 i en omloppsbana runt jorden. Fyra veckor senare skickades en andra satellit upp, Sputnik 2, denna gång med en levande varelse i, rymdhunden Lajka. Den amerikanska reaktionen var ett slags uppvaknande, som klargjorde att Sovjetunionen hade utvecklat en avancerad teknologi inom ett militärt och prestigemässigt område och låg före USA i tiden, och att det krävdes kraftinsatser för att komma ifatt. Ryssarnas framgång i rymden ledde till att kongressen inom ett år antog en lag som syftade till att höja utbildningsnivån i matematik och naturvetenskap. År 1961 ställde president John F. Kennedy upp målet att skicka upp en amerikan till månen senast 1969.

## Användning

### Barack Obama
President Barack Obama populariserade långt senare begreppet sputnikögonblick vid sitt tal om tillståndet i nationen i januari 2011. Han menade då att "vår generation" stod inför sitt sputnikögonblick och att behovet av att USA höjde kvaliteten på utbildningen och gjorde samhället mer innovativt var lika stort då som det var ett halvt sekel tidigare. På samma sätt som USA då sett till att komma först till månen, skulle USA skapa miljontals nya jobb. Bakgrunden var fruktan för att hamna efter Kina i konkurrenskraft.

### Övrig användning
Sputnikögonblick används i överförd bemärkelse för att beteckna ett tillfälle när någon tar emot överraskande information, vilken leder till ett uppvaknande med uppfordran till åtgärder eller ett förändrat beteende av något slag.